# 용호쟁투
《용호쟁투》(龍虎砵蘭街, Streets Of Fury)는 홍콩에서 제작된 등연성 감독의 1996년 영화이다. 맥가기 등이 주연으로 출연하였고 이조기 등이 제작에 참여하였다.

## 출연

### 주연
- 맥가기
- 고천락
- 려자

### 조연
- 사천화
- 뇌우량
- 서금강
- 서충신
- 임국빈
- 임효봉
- 장요양

## 기타
- 무술감독: 서충신